# Stanisław Harasimiuk
Stanisław Harsimiuk (ur. 21 października 1939 w Komarówce Podlaskiej) – polski pisarz, dziennikarz i reportażysta.

## Życiorys
Urodził się 21 października 1939 roku w Komarówce Podlaskiej. Jego rodzicami byli Wawrzyniec Harasimiuk i Leokadia z Domańskich. W 1959 roku ukończył Liceum Ogólnokształcące w Komarówce i rozpoczął studia polonistyczne na Uniwersytecie Warszawskim. Po ukończeniu studiów w 1964 roku pracował przez rok jako polonista w Liceum Ogólnokształcącym w Komarówce, następnie jako inspektor w Ministerstwie Przemysłu Spożywczego i Skupu (1965–1966), ekonomista w Fabryce Samochodów Ciężarowych w Lublinie oraz redaktor naczelny tamtejszej gazetki zakładowej „Głos FSC” (1967–1969). W 1967 roku zadebiutował w „Kulturze i Życiu” reportażem Jest taka wieś Komarówka. W 1969 roku rozpoczął pracę jako kierownik działu artystycznego Domu Kultury w Lublinie, następnie w latach 1971–1973 pełnił funkcję inspektora w Zakładach Zbożowych, a w latach 1973–1974 pracował na stanowisku sekretarza Towarzystwa Kultury Teatralnej w Lublinie. Od roku 1974 zajmował się etatową pracą dziennikarską: był członkiem redakcji „Sztandaru Ludu” (1974–1976) oraz „Tygodnika Kulturalnego” (do 1990). Publikował w licznych czasopismach, m.in. w: „Polityce”, „Kamenie”, „Życiu Literackim”, „Argumentach”, „Wokandzie”, „Dniu” i „Kurierze Lubelskim”. Był członkiem NSZZ „Solidarność” w latach 1980–1989.

## Życie prywatne
Od 1962 roku żonaty z Alicją Zofią Surowską. Ojciec dwójki dzieci (Agnieszki Ewy i Adama Jerzego). Jest zapalonym podróżnikiem, odwiedził m.in. Azję Środkową, Kaukaz, Europę Zachodnią i Środkową.

## Twórczość
Stanisław Harasimiuk jest autorem reportaży, recenzji, artykułów publicystycznych, opowiadań i powieści. M.in.:
- Warianty (1971) – reportaż,
- W buraczanym Eldorado. Brałem łapówki (1974) – reportaż,
- "Die Grossmutter" (1975) – opowiadanie w "Moderne Erzähler der Welt Polen", Horst Erdmann Verlag ISBN 3-7711-0776-8
- Babka (1977) – tom opowiadań,
- Za piękną fasadą (1980) – reportaże,
- Fucha (1981) – reportaże,
- Było wiele wyroków (1982) – reportaże,
- Nie ma tego złego (1982) – reportaże,
- Milionerzy i pomywacze (1983) – reportaż,
- My, gastarbaiterzy (1987) – reportaże,
- Trzynastu (1994) – reportaż,
- Jak brat z bratem (2007) – reportaże,
- Powrót do Itaki – powieść (napisana w 1980, nieopublikowana z powodu cenzury, wydana w 2007),
- Powrót do Itaki – wyd. II poprawione, 2012,
- Jak brat z bratem – wyd. II poprawione, 2012,
- Oszust w cylindrze (2014) – powieść, Wydawnictwo Polihymnia.

## Nagrody i odznaczenia
- I nagroda w konkursie Wydawnictwa Literackiego i "Życia Literackiego" "Człowiek wybiera" w 1968 roku za opowieść epistolarną Szanowny panie profesorze! (pięć listów i jedna odpowiedź).
- Nagroda im. Bolesława Prusa w 1972 za Warianty. Reportaże.
- Złoty Krzyż Zasługi w 1979.
- Nagroda "Życia Literackiego" w 1980 za Za piękną fasadą.
- Nagroda im. J. Chałasińskiego w 1982 za Było wiele wyroków.
- Krzyż Kawalerski Orderu Odrodzenia Polski w 1986.